# Cynthia Course
Cynthia Denise Course (* 20. September 1990) ist eine Badmintonspielerin von den Seychellen. 

## Karriere
Cynthia Course gewann bei den Afrikaspielen 2003 Bronze mit dem Team der Seychellen. 2007 siegte sie mit der Mannschaft bei den Afrikameisterschaften. 2011 war sie bei den Indian Ocean Island Games erfolgreich und gewann Silber und Bronze bei den Afrikaspielen.

## Sportliche Erfolge
| Saison | Veranstaltung             | Disziplin   | Platz | Name |
| ------ | ------------------------- | ----------- | ----- | --- |
| 2003   | Afrikaspiele              | Mannschaft  | 3     | Seychellen (Cynthia Course, Juliette Ah-Wan, Catherina Paulin, Nicholas Jumaye, Steve Malcouzane, Georgie Cupidon)                  |
| 2006   | Mauritius International   | Damendoppel | 3     | Juliette Ah-Wan / Cynthia Course |
| 2007   | Afrikameisterschaft       | Mannschaft  | 1     | Seychellen (Juliette Ah-Wan, Georgie Cupidon, Cynthia Course, Catherina Paulin, Shirley Etienne, Nicholas Jumaye, Steve Malcouzane) |
| 2011   | Indian Ocean Island Games | Damendoppel | 1     | Alisen Camille / Cynthia Course |
| 2011   | Indian Ocean Island Games | Dameneinzel | 1     | Cynthia Course |
| 2011   | Afrikaspiele              | Damendoppel | 2     | Alisen Camille / Cynthia Course |
| 2011   | Afrikaspiele              | Team        | 3     | Seychellen |
| 2012   | Mauritius International   | Dameneinzel | 2     | Cynthia Course |
| 2012   | Mauritius International   | Damendoppel | 1     | Alisen Camille / Cynthia Course |
| 2012   | Mauritius International   | Mixed       | 1     | Georgie Cupidon / Cynthia Course |